# Tony Lazzeri
Anthony Michael Lazzeri (San Francisco, 6 dicembre 1903 – San Francisco, 6 agosto 1946) è stato un giocatore di baseball statunitense che ha giocato nel ruolo di seconda base nella Major League Baseball (MLB). È stato introdotto nella National Baseball Hall of Fame nel 1991.

## Carriera
Lazzeri giocò la maggior parte della carriera con i New York Yankees facendo parte del celebre "Murderers' Row", la linea di battuta della squadra nella seconda metà degli anni venti (in particolare la leggendaria squadra del 1927), assieme a Babe Ruth, Lou Gehrig e Bob Meusel.
Lazzeri nacque e crebbe a San Francisco, California. Lasciò la scuola per lavorare con il padre, un costruttore di caldaie ma all'età di 18 anni iniziò a giocare a baseball come professionista. Dopo avere giocato nelle minor league dal 1922 al 1925, Lazzeri si unì agli Yankees nel 1926, dove avrebbe giocato fino al 1937, vincendo cinque World Series (1927, 1928, 1932, 1936 e 1937). In seguito giocò con i Chicago Cubs (1938), i Brooklyn Dodgers (1939) e chiuse la carriera con i New York Giants.
Lazzeri è uno dei 14 giocatori della MLB ad avere completato un ciclo naturale (battendo cioè un singolo, un doppio, un triplo e un fuoricampo in sequenza) e l'unico ad avere completato un ciclo naturale con un grande slam. Detiene anche il record dell'American League per punti battuti a casa in una singola partita, 11, stabilito il 24 maggio 1936. In quella stessa partita divenne anche il primo giocatore della storia a battere due grandi slam nella stessa partita.

## Palmarès

### Club
- World Series: 5

New York Yankees: 1927, 1928, 1932, 1936, 1937

### Individuale
- MLB All-Star: 1

1933